# Пожаревац у међуратном времену: 1918-1941.
Пожаревац у међуратном времену: 1918-1941. је књига аутора др Мирољуба Манојловића (1948) обкјављена 2018. године у издању "Ситограф РМ", из Пожаревца.

## О аутору
Мирољуб Манојловић је рођен 19. јуна 1948. године у Горњој Ливадици у засеоку варошице Жабари. Основну школу завршио је у Жабарима, затим Учитељску школу у Пожаревцу. Године 1968. уписује историју на Филозофском факултету у Београду.
Ради у гимназији у Петровцу, Баточини, Пољопривредној и Медицинској школи у Пожаревцу. Заавршава и други факултет. Дипломирао је на Факултету политичких наука, као и постдипломске студије на Правном факултету. Магистрирао је и докторирао историју на Филозофском факултету Београдског универзитета.
Био је запослен у Народном музеју у Пожаревцу као кустос, виши кустос, музејски саветник, директор. За свој рад и допринос Манокловић је добио многа признања као што су она највиша: Награде и Октобарске повеље Града Пожаревца и  Октобарске награде Општине Жабари.

## О делу
Пожаревац у међуратном времену: 1918-1941. је први део дела који се бави историјом Пожаревца у међуратном периоду. У књизи су обрађене привредне прилике, државна управа и локална самоуправа као и политичка сцена. Књига даје слику о људима, појавама, догађајима, појединим местима.